# 씨스타의 쇼타임
《씨스타의 쇼타임》은 2015년 1월 8일부터 2015년 2월 26일까지 MBC every1에서 방송되었었던 리얼 버라이어티 프로그램이다.

## 소개
- 씨스타에 대한 시청자들의 궁금증을 바탕으로 만들어가는 프로그램

## 출연
- 보라
- 효린
- 소유
- 다솜

## 방영목록
| 회차  | 방송일          | 부제목                         |
| ----- | --------------- | ------------------------------ |
| 제1회 | 2015년 1월 8일  | 효린's 해피하우스              |
| 제2회 | 2015년 1월 15일 | 남자들의 Q                     |
| 제3회 | 2015년 1월 22일 | 씨스타의 남자친구를 소개합니다 |
| 제4회 | 2015년 1월 29일 | 보라의 일탈                    |
| 제5회 | 2015년 2월 5일  | 씨스타의 NEW 컬래버레이션      |
| 제6회 | 2015년 2월 12일 | 그녀들의 싱글라이프            |
| 제7회 | 2015년 2월 19일 | 숙소 생활 리턴즈               |
| 제8회 | 2015년 2월 26일 | 숙소 생활 리턴즈 2             |

## 시리즈
1. EXO의 쇼타임
2. 쇼타임 - 버닝 더 비스트
3. 에이핑크의 쇼타임
4. 씨스타의 쇼타임
5. EXID의 쇼타임
6. 인피니트의 쇼타임
7. 마마무X여자친구의 쇼타임